# Justice and Equality Movement
Justice and Equality Movement (JEM) er en sudansk oprørsgruppe, der er involveret i Darfur-konflikten. Den øverste leder er Khalil Ibrahim. Sammen med andre grupper, (fx Sudan Liberation Movement/Army, kæmper de mod den regeringsstøttede janjaweedmilits og den sudanske hær. JEM er desuden medlem af Eastern Front, som er en oprørskoalition, som har været aktiv i Østsudan langs grænsen til Eritrea.
JEM fører selv sin oprindelse tilbage til forfatterne bag bogen The Black Book: Imbalance of Power and Wealth in the Sudan, et manuskript som blev offentliggjort i 2000, og som detaljeret beskriver den strukturelle ulighed i landet. JEM er talsmænd for en såkaldt islamistisk ideologi, og den sudanesiske regering kæder gruppen sammen med Hassan al-Turabi; en forbindelse både JEM og al-Turabi selv benægter. Al-Turabi er dog en stærk kritiker af Sudans regerings håndtering af situationen i Darfur.
Den 20. januar 2006 erklærede Justice and Equality Movement, at bevægelsen sammen med den anden store oprørsgruppe i Darfur, Sudan Liberation Movement/Army, havde dannet den fælles Alliance of Revolutionary Forces of West Sudan. Allerede få måneder senere forhandlede JEM og SLM igen med regeringen som separate enheder.